# Elisabeth von Herzogenberg

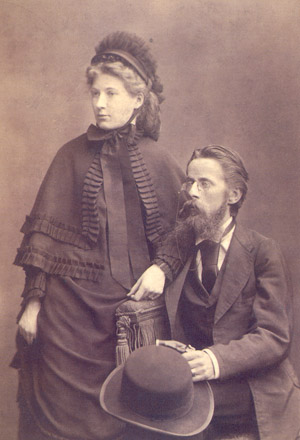
Elisabeth e Heinrich von Herzogenberg

Elisabeth von Herzogenberg, nata von Stockhausen (Parigi, 13 aprile 1847 – Sanremo, 7 gennaio 1892), è stata una pianista, compositrice e filantropa tedesca.

## Biografia
Elisabeth era la terza e ultima figlia del barone Bodo Albrecht von Stockausen (Göttingen, 1810 - Gmunden, 1885), diplomatico del regno di Hannover e per molti anni ambasciatore a Parigi, e della contessa Clotilde Annette von Baudissin (1810-1891). Appassionato di musica, durante il suo soggiorno nella capitale francese Stockausen aveva conosciuto Giacomo Meyerbeer ed era stato inoltre allievo di Fryderyk Chopin, il quale aveva tanto ammirato il suo talento da dedicargli la Ballata in sol minore op. 23. (Alla contessa Clotilde, alcuni anni dopo, il musicista polacco dedicò invece la Barcarola in fa diesis minore op. 60). Quando Elisabeth aveva cinque anni, la famiglia si trasferì a Vienna, alla cui corte il padre fu ambasciatore fino al 1865. Nella capitale asburgica Elisabeth studiò il pianoforte in un primo tempo con Theodor Dirzka, organista della Comunità Evangelica, e poi si perfezionò con Julius Epstein, allora il più celebre pianista di Vienna, dal quale ebbe anche lezioni di armonia. Studiò pure il canto, essendo ugualmente dotata sotto questo aspetto: perfettamente impostata, dall'estensione di tre ottave, la sua voce fu giudicata straordinariamente nitida e pura. 
Per il suo talento di pianista, le capacità espressive e l'abilità tecnica, Elisabeth fu elogiata da Paul Heyse, Clara Schumann, Adolf von Hildebrand e Johannes Brahms. Nel 1863 quest'ultimo accettò di darle lezioni di pianoforte, rinunciandovi però poco dopo, e rinviandola ad Epstein, con il semplice pretesto di non avere in realtà nulla da insegnarle. Si è ipotizzato che il motivo potesse essere uno scrupolo nei confronti del collega che l'aveva preceduto o forse il tentativo di arginare una nascente passione per l'incantevole e superdotata sedicenne, che però non aveva alcuna possibilità di realizzarsi né allora né in futuro. Le vere ragioni sono rimaste tuttavia non chiare. Elisabeth, in ogni caso, divenne in seguito una grande amica e confidente di Brahms, al quale mandò, in numerosi contatti epistolari, alcune dettagliate recensioni delle sue opere. Il musicista le dedicò nel 1880 le sue due Rapsodie per pianoforte op. 79 e più volte le inviò alcune sue composizioni inedite e ancora manoscritte per fargliele conoscere in anteprima. Elisabeth, dopo averle studiate a fondo al pianoforte, gli rispondeva con penetranti giudizi e commenti che dimostrano le sue eccellenti doti di critico musicale. 

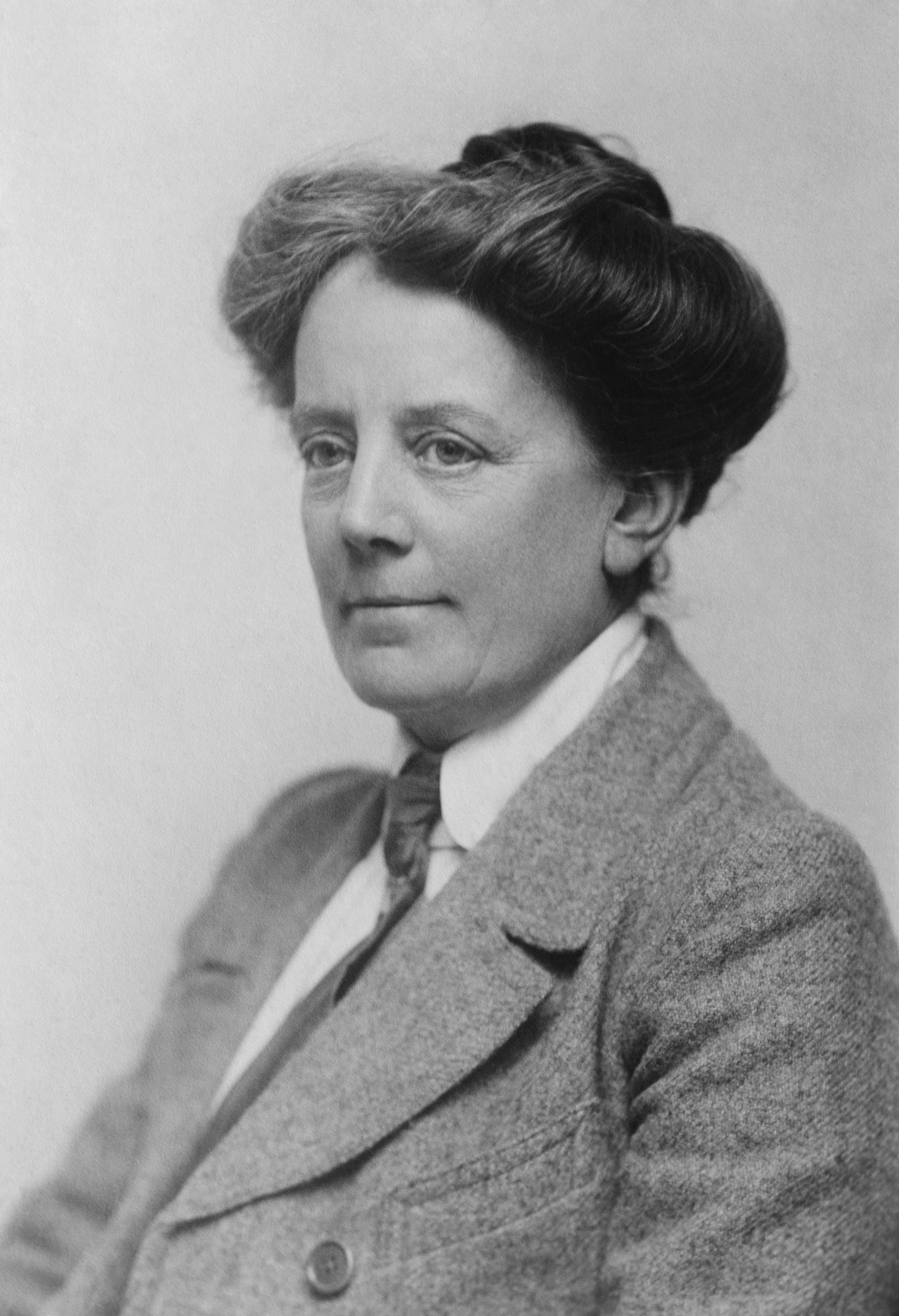
Ethel Smyth

Max Kalbeck pubblicò in due volumi (Brahms' Briefwechsel, I-II) le lettere intercorse fra il compositore e la coppia Herzogenberg. Esse rappresentano ancor oggi una fonte imprescindibile per gli studi sulla biografia e sulla musica di Brahms.
Il 26 novembre 1868 Elisabeth sposò a Dresda il barone Heinrich von Herzogenberg, egli pure compositore, e si trasferì con lui prima a Graz, poi dopo quattro anni a Lipsia e infine a Berlino, dove Heinrich aveva avuto la nomina di professore di composizione alla Hochschule für Musik. Continuando, insieme al marito, ad avere sempre un ruolo attivo nella vita musicale, si esibì quasi esclusivamente in privato e fu consulente musicale e mecenate di artisti. Affiancò il marito anche nella gestione del Leipziger Bach-Verein, da lui fondato nel 1875 insieme a Philipp Spitta e ad altri. Di tanto in tanto in quella sede si esibì come pianista. Nel 1878 ebbe modo di conoscere la futura scrittrice e compositrice inglese Ethel Smyth, a quel tempo una studentessa di musica di vent'anni, e strinse con lei un'intensa amicizia ed amore, adoperandosi per sostenere e favorire attivamente il suo talento.
Il matrimonio rimase senza figli. Il marito si ammalò negli anni fra il 1887 e il 1889, ma poco più tardi fu lei a manifestare i segni di una grave patologia cardiaca. Da quel momento fino alla sua morte, la coppia viaggiò in varie località di cura d'Europa. Il 7 gennaio 1892 Elisabeth morì, non ancora quarantacinquenne, a Sanremo, dove si era recata insieme al marito qualche mese prima (novembre 1891) in cerca di climi più caldi nel tentativo di migliorare le sue condizioni di salute.
Il II movimento (Poco adagio) del Quintetto per archi in do minore op. 77, che Heinrich von Herzogenberg scrisse poco dopo la scomparsa della moglie, contiene una variazione su un tema tratto da un Lied composto da Elisabeth su testo di Friedrich Rückert: Du bist vergangen eh ich's gedacht ("Sei andata via prima di quanto io pensassi"). Sempre sotto l'impressione della sua morte egli compose anche la cantata Totenfeier, op. 80 (1893) per soli, coro e orchestra, su testo di Friedrich Spitta.
Alcune composizioni di Elisabeth von Herzogenberg sono sopravvissute, ma la maggior parte di esse, rimasta inedita, è andata perduta. A Lipsia, presso l'editore Rieter-Biedermann furono pubblicate nel 1889 i suoi 24 Volkskinderlieder per voce e pianoforte (autori dei testi e data di composizione non sono noti). Per la stessa casa editrice il marito pubblicò postumi i suoi virtuosistici Acht Klavierstücke, sei dei quali dedicati ad amiche della defunta, come Clara Schumann, Emma Engelmann-Brandes, Hedwig von Holstein, Helene Hauptmann ecc.

## Principali opere edite
- Elisabeth von Herzogenberg, 24 Volkskinderlieder per voce e pianoforte (a cura di Andres Wiesli), partitura. Carus Verlag, Stuttgart, s.d.
- Elisabeth von Herzogenberg, Acht Klavierstücke (a cura di Antje Ruhbaum), partitura. Carus Verlag, Stuttgart 2007.

## Discografia
- Heinrich & Elisabeth von Herzogenberg, Complete Piano Works (Nataša Veljkovič, pianoforte). 3 CD Etichetta cpo 777789 (2014).